# Ladoga luctuosus
Ladoga luctuosus är en fjärilsart som beskrevs av Antoine François, comte de Fourcroy 1785. Ladoga luctuosus ingår i släktet Ladoga och familjen praktfjärilar. Inga underarter finns listade i Catalogue of Life.